# Spanyolország az Eurovíziós Dalfesztiválokon
Spanyolország eddig hatvannégy alkalommal vett részt az Eurovíziós Dalfesztiválon.
A spanyol műsorsugárzó a Televisión Española, amely 1955 óta tagja az Európai Műsorsugárzók Uniójának, és 1961-ben csatlakozott a versenyhez.
Spanyolország eddig két alkalommal, 1968-ban és 1969-ben aratott győzelmet.

## Története

### Évről évre
Spanyolország 1961-ben csatlakozott a versenyhez, és azóta megszakítás nélkül minden évben részt vettek.
1962-ben és 1965-ben is nulla ponttal zártak, majd 1968-ban tudták megszerezni első győzelmüket. A hazai rendezésű 1969-es versenyen holtversenyben végeztek az élen, ezzel az első ország volt, amely duplázni tudott. Ez az egyetlen alkalom, hogy ők adhattak otthont a versenynek. A négyes holtverseny után sorsolással döntötték el a rendező kilétét, és Hollandia volt a szerencsés.
A későbbi években több győzelmet már nem tudtak elérni, viszont négyszer lettek másodikak, és egyszer harmadikak. Különösen közel voltak az újabb győzelemhez 1979-ben: az utolsó zsűri előtt még ők álltak az élen, ám pont a spanyol zsűri volt az utolsó szavazó.
A 2000-ben bevezetett Négy Nagy státusznak köszönhetően minden évben automatikusan döntősek, és nem kell részt venniük az elődöntőben. Ebben az évben a Finnországot képviselő előadóval holtversenyben tizennyolcadikak lettek. A következő négy évben a legjobb tízben végeztek, 2001-ben hatodikak, 2002-ben hetedikek, 2003-ban nyolcadikak, míg 2004-ben tizedikek lettek. Majd 2005-ben és 2006-ban huszonegyedikek lettek. Érdekesség, hogy a későbbi évben az Európa-szerte ismert Las Ketchup képviselte őket, akiket a végső győzelemre is esélyesnek tartottak. 2007-ben ismét az utolsók között végeztek, huszadikak lettek. 2008-ban tizennyolcadikak lettek, majd 2009-ben a döntő utolsó előtti helyezettjei.
2010-ben tizenötödikek, a kövezetkő évben pedig huszonharmadik helyezettek lettek. 2012-ben Pastora Solernek sikerült ismét a legjobb tíz közé juttatnia az országot, szám szerint tizedik helyezett lett. 2013-ban azonban ismét rossz eredményt értek el, a döntőben mindössze csak két országtól kaptak pontot, utolsó előttiek lettek. 2014-ben újra tizedikek lettek, Ruth Lorenzonak köszönhetően. 2015-től nem sikerült a huszadik helynél jobban szerepelniük, ebben az évben huszonegyedikek, a következő alkalommal huszonkettedikek, 2017-ben a döntő utolsó helyezettjei lettek mindössze öt ponttal, amit a portugál nézőktől kaptak. 2018-ban huszonharmadikak lettek, 2019-ben huszonkettedikek.
2020-ban Blas Cantó képviselte volna az országot, azonban március 18-án az Európai Műsorsugárzók Uniója bejelentette, hogy 2020-ban nem tudják megrendezni a versenyt a COVID–19-koronavírus-világjárvány miatt. A spanyol műsorsugárzó jóvoltából végül az énekes újabb lehetőséget kapott az ország képviseletére a következő évben. Ekkor 6 pontot szereztek a zsűritől, a nézőktől pedig egyet sem, csak úgy, mint az Egyesült Királyság, Németország és a rendező Hollandia: összesítésben huszonnegyedikek lettek. 2022-ben a spanyol közszolgálati média újraélesztette a Benidorm Fest-et, melynek a győztese utazhatott a nemzetközi versenyre. Az országot képviselő Chanel a döntőben a harmadik helyen végzett. Ez volt az ország első dobogós helyezése 1995 óta. 2023-ban azonban összesítésben a tizenhetedikek lettek, míg a nézői szavazáson az utolsók. 2024-ben a huszonkettedik, 2025-ben a huszonnegyedik helyen végeztek.

### Nyelvhasználat
Spanyolország eddigi hatvannégy versenydalából ötvenöt spanyol nyelven, egy angol nyelven, nyolc kevert nyelven: hét spanyol és angol, egy spanyol és francia nyelven hangzott el.
A dalverseny első éveiben nem vonatkozott semmilyen szabályozás a nyelvhasználatra. 1966-tól az EBU bevezette azt a szabályt, hogy mindegyik dalt az adott ország egyik hivatalos nyelvén kell előadni, vagyis Spanyolország indulóinak spanyol nyelven. Ezt a szabályt 1973 és 1976 között rövid időre eltörölték, majd 1999-ben véglegesen, de ők a szabad nyelvhasználat éveiben is főleg spanyol nyelvű dalokkal neveztek. Mindössze 2008-as, 2009-es, 2014-es és 2017-es daluk tartalmazott néhány angol nyelvű kifejezést is. 2016-ban fordult elő először (és eddig utoljára), hogy a spanyol induló teljes egészében angol nyelven énekelt.

### Nemzeti döntő

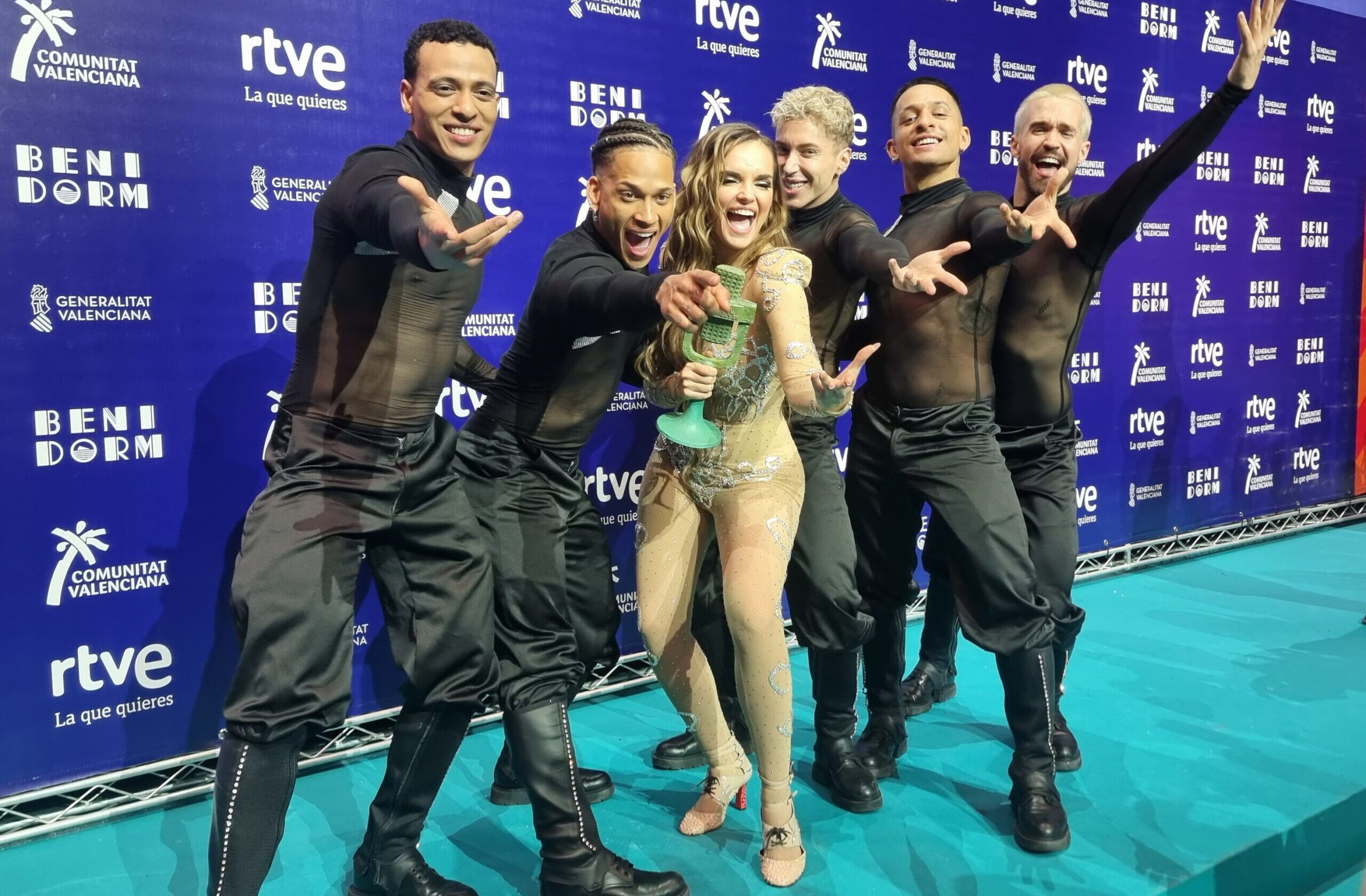
Melody, a 2025-ös Benidorm Fest győztese

Spanyolországban a kezdeti években, illetve az utóbbi években rendeznek nemzeti döntőt. A többi évben a spanyol tévé nemzeti válogató nélkül, belső kiválasztással jelölte ki az indulót. 2022-től a Benidorm Fest-tel választják ki képviselőjüket.
A kezdeti években 1963 kivételével 1961 és 1965 között, majd 1969 és 1971 között, illetve 1976-ban rendeztek nemzeti döntőt. A döntő résztvevői közül egy zsűri választotta ki a nyertest, kivéve 1976-ban, amikor a nézők szavaztak levelezőlap segítségével.
Ezt követően csak 2000-ben rendeztek újra nemzeti válogatót. Azóta 2006 kivételével mindig, bár változó lebonyolítási rendszerrel. 2000-ben és 2001-ben egy zsűri és a nézők választották ki a győztest, 2005-ben csak a nézők.
2002-ben rendezték meg először az Operación Triunfo című tehetségkutató versenyt. 2002 és 2004 között ennek győztese vehetett részt a dalfesztiválon. 2018-tól ismét ez a tehetségkutató műsorral választották ki a győztest egy eurovíziós gálaműsor keretein belül.
2007-ben az öt döntős mindegyike öt dalt énekelt, és a nézők választották ki, hogy a huszonöt kombináció közül melyik a kedvencük. Ezután 2008-ban egyedi formátumot dolgoztak ki: A spanyol tévé egy eurovíziós MySpace oldalt létesített, ahol bárki jelentkezhetett. A jelentkezőket műfaj szerint csoportokba sorolták, majd néhány héten át interneten keresztül lehetett szavazni, és mindegyik műfajból a legjobbak jutottak tovább a televíziós elődöntőkbe. Végül a döntőben egy zsűri és a nézők közösen választották ki a győztest. Ezt a módszert 2009-ben is megismételték.

## Résztvevők
| Év   | Előadó                | Dal                                    | Magyar fordítás                          | Döntő              | Pontszám           | Elődöntő          | Pontszám          |
| ---- | --------------------- | -------------------------------------- | ---------------------------------------- | ------------------ | ------------------ | ----------------- | ----------------- |
| 1961 | Conchita Bautista     | Estando contigo                        | Amikor veled vagyok                      | 9.                 | 8                  | Nem volt elődöntő | Nem volt elődöntő |
| 1962 | Víctor Balaguer       | Llámame                                | Hívj fel                                 | 13.                | 0                  | Nem volt elődöntő | Nem volt elődöntő |
| 1963 | José Guardiola        | Algo prodigioso                        | Valami csodálatos                        | 12.                | 2                  | Nem volt elődöntő | Nem volt elődöntő |
| 1964 | Tim, Nelly & Tony     | Caracola                               | Kagyló                                   | 12.                | 1                  | Nem volt elődöntő | Nem volt elődöntő |
| 1965 | Conchita Bautista     | ¡Qué bueno, qué bueno!                 | Milyen jó, milyen jó                     | 15.                | 0                  | Nem volt elődöntő | Nem volt elődöntő |
| 1966 | Raphael               | Yo soy aquél                           | Én vagyok az                             | 7.                 | 9                  | Nem volt elődöntő | Nem volt elődöntő |
| 1967 | Raphael               | Hablemos del amor                      | Beszéljünk a szerelemről                 | 6.                 | 9                  | Nem volt elődöntő | Nem volt elődöntő |
| 1968 | Massiel               | La, la, la                             | Lá, lá, lá                               | 1.                 | 29                 | Nem volt elődöntő | Nem volt elődöntő |
| 1969 | Salomé                | Vivo cantando                          | Az éneklésnek élek                       | 1.                 | 18                 | Nem volt elődöntő | Nem volt elődöntő |
| 1970 | Julio Iglesias        | Gwendolyne                             | Gvendolin                                | 4.                 | 8                  | Nem volt elődöntő | Nem volt elődöntő |
| 1971 | Karina                | En un mundo nuevo                      | Egy új világban                          | 2.                 | 116                | Nem volt elődöntő | Nem volt elődöntő |
| 1972 | Jaime Morey           | Amanece                                | Hajnalodik                               | 10.                | 83                 | Nem volt elődöntő | Nem volt elődöntő |
| 1973 | Mocedades             | Eres tú                                | Te vagy az                               | 2.                 | 125                | Nem volt elődöntő | Nem volt elődöntő |
| 1974 | Peret                 | Canta y sé feliz                       | Énekelj és légy boldog                   | 9.                 | 10                 | Nem volt elődöntő | Nem volt elődöntő |
| 1975 | Sergio és Estibaliz   | Tú volverás                            | Te visszatérsz                           | 10.                | 53                 | Nem volt elődöntő | Nem volt elődöntő |
| 1976 | Braulio               | Sobran las palabras                    | Feleslegesek a szavak                    | 16.                | 11                 | Nem volt elődöntő | Nem volt elődöntő |
| 1977 | Micky                 | Enséñame a cantar                      | Taníts meg énekelni                      | 9.                 | 52                 | Nem volt elődöntő | Nem volt elődöntő |
| 1978 | José Vélez            | Bailemos un vals                       | Táncoljunk egy keringőt                  | 9.                 | 65                 | Nem volt elődöntő | Nem volt elődöntő |
| 1979 | Betty Missiego        | Su canción                             | Az ő dala                                | 2.                 | 116                | Nem volt elődöntő | Nem volt elődöntő |
| 1980 | Trigo Limpio          | Quédate esta noche                     | Maradj ma éjjel                          | 12.                | 38                 | Nem volt elődöntő | Nem volt elődöntő |
| 1981 | Bacchelli             | Y sólo tú                              | És csak Te                               | 14.                | 38                 | Nem volt elődöntő | Nem volt elődöntő |
| 1982 | Lucía                 | Él                                     | Ő                                        | 10.                | 52                 | Nem volt elődöntő | Nem volt elődöntő |
| 1983 | Remedios Amaya        | ¿Quién maneja mi barca?                | Ki vezeti a hajómat?                     | 19.                | 0                  | Nem volt elődöntő | Nem volt elődöntő |
| 1984 | Bravo                 | Lady, lady                             | Hölgy, hölgy                             | 3.                 | 106                | Nem volt elődöntő | Nem volt elődöntő |
| 1985 | Paloma San Basilio    | La fiesta terminó                      | A partinak vége                          | 14.                | 36                 | Nem volt elődöntő | Nem volt elődöntő |
| 1986 | Cadillac              | Valentino                              | Valentin                                 | 10.                | 51                 | Nem volt elődöntő | Nem volt elődöntő |
| 1987 | Patricia Kraus        | No estás solo                          | Nem vagy egyedül                         | 19.                | 10                 | Nem volt elődöntő | Nem volt elődöntő |
| 1988 | La Década             | La chica que yo quiero (Made in Spain) | A lány, akit szeretek (Spanyolországból) | 11.                | 58                 | Nem volt elődöntő | Nem volt elődöntő |
| 1989 | Nina                  | Nacida para amar                       | Szerelemre születve                      | 6.                 | 88                 | Nem volt elődöntő | Nem volt elődöntő |
| 1990 | Azúcar Moreno         | Bandido                                | Bandita                                  | 5.                 | 96                 | Nem volt elődöntő | Nem volt elődöntő |
| 1991 | Sergio Dalma          | Bailar pegados                         | Táncolni egymáshoz simulva               | 4.                 | 119                | Nem volt elődöntő | Nem volt elődöntő |
| 1992 | Serafín Zubiri        | Todo esto es la música                 | Mindez a zene                            | 14.                | 37                 | Nem volt elődöntő | Nem volt elődöntő |
| 1993 | Eva Santamaría        | Hombres                                | Férfiak                                  | 11.                | 58                 | Nem volt elődöntő | Nem volt elődöntő |
| 1994 | Alejandro Abad        | Ella no es ella                        | Ő nem Ő                                  | 18.                | 17                 | Nem volt elődöntő | Nem volt elődöntő |
| 1995 | Anabel Conde          | Vuelve conmigo                         | Gyere vissza hozzám                      | 2.                 | 119                | Nem volt elődöntő | Nem volt elődöntő |
| 1996 | Antonio Carbonell     | ¡Ay, qué deseo!                        | Ó, micsoda vágy!                         | 20.                | 17                 | Nem volt elődöntő | Nem volt elődöntő |
| 1997 | Marcos Llunas         | Sin rencor                             | Harag nélkül                             | 6.                 | 96                 | Nem volt elődöntő | Nem volt elődöntő |
| 1998 | Mikel Herzog          | ¿Qué voy a hacer sin ti?               | Mihez fogok kezdeni nélküled?            | 16.                | 21                 | Nem volt elődöntő | Nem volt elődöntő |
| 1999 | Lydia                 | No quiero escuchar                     | Nem akarok hallgatni                     | 23.                | 1                  | Nem volt elődöntő | Nem volt elődöntő |
| 2000 | Serafin Zubiri        | Colgado de un sueño                    | Egy álomról lelógva                      | 18.                | 18                 | Nem volt elődöntő | Nem volt elődöntő |
| 2001 | David Civera          | Dile que la quiero                     | Mondd meg neki, hogy szeretem őt         | 6.                 | 76                 | Nem volt elődöntő | Nem volt elődöntő |
| 2002 | Rosa                  | Europe's Living A Celebration          | Európa ünnepel                           | 7.                 | 81                 | Nem volt elődöntő | Nem volt elődöntő |
| 2003 | Beth                  | Dime                                   | Mondd                                    | 8.                 | 81                 | Nem volt elődöntő | Nem volt elődöntő |
| 2004 | Ramón                 | Para llenarme de ti                    | Hogy beteljek veled                      | 10.                | 87                 | A Négy Nagy tagja | A Négy Nagy tagja |
| 2005 | Son de Sol            | Brujería                               | Boszorkányság                            | 21.                | 28                 | A Négy Nagy tagja | A Négy Nagy tagja |
| 2006 | Las Ketchup           | Un Bloody Mary                         | Egy Bloody Mary koktél                   | 21.                | 18                 | A Négy Nagy tagja | A Négy Nagy tagja |
| 2007 | D'NASH                | I Love You Mi Vida                     | Szeretlek, életem                        | 20.                | 43                 | A Négy Nagy tagja | A Négy Nagy tagja |
| 2008 | Rodolfo Chikilicuatre | Baila el chiki chiki                   | Táncold a chiki-chikit                   | 16.                | 55                 | A Négy Nagy tagja | A Négy Nagy tagja |
| 2009 | Soraya Arnelas        | La noche es para mí                    | Az éjszaka az enyém                      | 23.                | 23                 | A Négy Nagy tagja | A Négy Nagy tagja |
| 2010 | Daniel Diges          | Algo pequeñito                         | Egy kis apróság                          | 15.                | 68                 | A Négy Nagy tagja | A Négy Nagy tagja |
| 2011 | Lucía Pérez           | Que me quiten lo bailao                | Ezt az élményt nem veheti el senki       | 23.                | 50                 | Az Öt Nagy tagja  | Az Öt Nagy tagja  |
| 2012 | Pastora Soler         | Quédate conmigo                        | Maradj velem!                            | 10.                | 97                 | Az Öt Nagy tagja  | Az Öt Nagy tagja  |
| 2013 | ESDM                  | Contigo hasta el final                 | Mindvégig veled                          | 25.                | 8                  | Az Öt Nagy tagja  | Az Öt Nagy tagja  |
| 2014 | Ruth Lorenzo          | Dancing in the Rain                    | Tánc az esőben                           | 10.                | 74                 | Az Öt Nagy tagja  | Az Öt Nagy tagja  |
| 2015 | Edurne                | Amanecer                               | Hajnal                                   | 21.                | 15                 | Az Öt Nagy tagja  | Az Öt Nagy tagja  |
| 2016 | Barei                 | Say Yay!                               | Mondd, hogy hurrá!                       | 22.                | 77                 | Az Öt Nagy tagja  | Az Öt Nagy tagja  |
| 2017 | Manel Navarro         | Do It for Your Lover                   | Tedd a szeretődért!                      | 26.                | 5                  | Az Öt Nagy tagja  | Az Öt Nagy tagja  |
| 2018 | Alfred & Amaia        | Tu canción                             | A dalod                                  | 23.                | 61                 | Az Öt Nagy tagja  | Az Öt Nagy tagja  |
| 2019 | Miki                  | La venda                               | A kötés                                  | 22.                | 54                 | Az Öt Nagy tagja  | Az Öt Nagy tagja  |
| 2020 | Blas Cantó            | Universo                               | Világegyetem                             | Elmaradt a verseny | Elmaradt a verseny | Az Öt Nagy tagja  | Az Öt Nagy tagja  |
| 2021 | Blas Cantó            | Voy a quedarme                         | Maradok                                  | 24.                | 6                  | Az Öt Nagy tagja  | Az Öt Nagy tagja  |
| 2022 | Chanel                | SloMo                                  | LassítottFelvétel                        | 3.                 | 459                | Az Öt Nagy tagja  | Az Öt Nagy tagja  |
| 2023 | Blanca Paloma         | Eaea                                   | —                                        | 17.                | 100                | Az Öt Nagy tagja  | Az Öt Nagy tagja  |
| 2024 | Nebulossa             | Zorra                                  | Ribanc                                   | 22.                | 30                 | Az Öt Nagy tagja  | Az Öt Nagy tagja  |
| 2025 | Melody                | Esa diva                               | Az a díva                                | 24.                | 37                 | Az Öt Nagy tagja  | Az Öt Nagy tagja  |
| 2026 |                       |                                        |                                          |                    |                    | Az Öt Nagy tagja  | Az Öt Nagy tagja  |

## Szavazástörténet

### 1961–2024
| Hely | Ország             | Pont |
| ---- | ------------------ | ---- |
| 1.   | Olaszország        | 278  |
| 2.   | Németország        | 242  |
| 3.   | Portugália         | 201  |
| 4.   | Svédország         | 192  |
| 5.   | Franciaország      | 189  |
| 6.   | Írország           | 169  |
| 7.   | Egyesült Királyság | 168  |
| 8.   | Izrael             | 154  |
| 9.   | Románia            | 142  |
| 10.  | Görögország        | 132  |

| Hely | Ország        | Pont |
| ---- | ------------- | ---- |
| 1.   | Portugália    | 259  |
| 2.   | Franciaország | 196  |
| 3.   | Svájc         | 192  |
| 4.   | Belgium       | 169  |
| 5.   | Görögország   | 158  |
| 6.   | Ciprus        | 143  |
| 7.   | Izrael        | 136  |
| 8.   | Németország   | 134  |
| 9.   | Olaszország   | 128  |
| 10.  | Törökország   | 118  |

Spanyolország még sosem adott pontot a döntőben a következő országoknak: Albánia, Észak-Macedónia, Fehéroroszország, Marokkó, Montenegró és San Marino.
Spanyolország mindegyik országtól kapott legalább egy pontot a döntőkben.
| Spanyolország a következő országoknak adta a legtöbb pontot az elődöntőben: \| Hely \| Ország \| Pont \| \| ---- \| ------------ \| ---- \| \| 1. \| Portugália \| 105 \| \| 2. \| Izland \| 83 \| \| 3. \| Örményország \| 78 \| \| 4. \| Görögország \| 78 \| \| 5. \| Finnország \| 64 \| \| 6. \| Csehország \| 59 \| \| 7. \| Románia \| 57 \| \| 8. \| Belgium \| 56 \| \| 9. \| Andorra \| 54 \| \| 10. \| Bulgária \| 53 \| |              |      |
| Hely | Ország       | Pont |
| 1. | Portugália   | 105  |
| 2. | Izland       | 83   |
| 3. | Örményország | 78   |
| 4. | Görögország  | 78   |
| 5. | Finnország   | 64   |
| 6. | Csehország   | 59   |
| 7. | Románia      | 57   |
| 8. | Belgium      | 56   |
| 9. | Andorra      | 54   |
| 10. | Bulgária     | 53   |

Spanyolország még sosem adott pontot az elődöntőben a következő országoknak: Észak-Macedónia, Monaco és Szlovákia

## Rendezések
| Év   | Város                 | Helyszín    | Műsorvezető(k)     |
| ---- | --------------------- | ----------- | ------------------ |
| 1969 | Spanyolország, Madrid | Teatro Real | Laurita Valenzuela |

## Háttér
| Év   | Rendező    | Kommentátor                                   | Pontbejelentő                 |
| ---- | ---------- | --------------------------------------------- | ----------------------------- |
| 1961 | Cannes     | Federico Gallo                                | Diego Ramírez Pastor          |
| 1962 | Luxembourg | Federico Gallo                                | Diego Ramírez Pastor          |
| 1963 | London     | Federico Gallo                                | Julio Rico                    |
| 1964 | Koppenhága | Federico Gallo                                | Julio Rico                    |
| 1965 | Nápoly     | Federico Gallo                                | Pepe Palau                    |
| 1966 | Luxembourg | Federico Gallo                                | Blanca Álvarez                |
| 1967 | Bécs       | Federico Gallo                                | Blanca Álvarez                |
| 1968 | London     | Federico Gallo                                | Joaquín Prat                  |
| 1969 | Madrid     | José Luis Uribarri                            | Joaquín Prat                  |
| 1970 | Amszterdam | José Luis Uribarri                            | Joaquín Prat                  |
| 1971 | Dublin     | Joaquín Prat                                  | N/A                           |
| 1972 | Edinburgh  | Julio Rico                                    | N/A                           |
| 1973 | Luxembourg | Julio Rico                                    | N/A                           |
| 1974 | Brighton   | José Luis Uribarri                            | Antolín García                |
| 1975 | Stockholm  | José Luis Uribarri                            | José María Íñigo              |
| 1976 | Hága       | José Luis Uribarri                            | José María Íñigo              |
| 1977 | London     | Miguel de los Santos                          | Isabel Tenaille               |
| 1978 | Párizs     | Miguel de los Santos                          | Matías Prats Luque            |
| 1979 | Jeruzsálem | Miguel de los Santos                          | Manuel Almendros              |
| 1980 | Hága       | Miguel de los Santos                          | Alfonso Lapeña                |
| 1981 | Dublin     | Miguel de los Santos                          | Isabel Tenaille               |
| 1982 | Harrogate  | Miguel de los Santos                          | Marisa Naranjo                |
| 1983 | München    | José-Miguel Ullán                             | Rosa Campano                  |
| 1984 | Luxembourg | José-Miguel Ullán                             | Matilde Jarrín                |
| 1985 | Göteborg   | Antonio Gómez                                 | Matilde Jarrín                |
| 1986 | Bergen     | Antonio Gómez                                 | Matilde Jarrín                |
| 1987 | Brüsszel   | Beatriz Pécker                                | Matilde Jarrín                |
| 1988 | Dublin     | Beatriz Pécker                                | Matilde Jarrín                |
| 1989 | Lausanne   | Tomás Fernando Flores                         | Matilde Jarrín                |
| 1990 | Zágráb     | Luis Cobos                                    | Matilde Jarrín                |
| 1991 | Róma       | Tomás Fernando Flores                         | María Ángeles Balañac         |
| 1992 | Malmö      | José Luis Uribarri                            | María Ángeles Balañac         |
| 1993 | Millstreet | José Luis Uribarri                            | María Ángeles Balañac         |
| 1994 | Dublin     | José Luis Uribarri                            | María Ángeles Balañac         |
| 1995 | Dublin     | José Luis Uribarri                            | Belén Fernández de Henestrosa |
| 1996 | Oslo       | José Luis Uribarri                            | Belén Fernández de Henestrosa |
| 1997 | Dublin     | José Luis Uribarri                            | Belén Fernández de Henestrosa |
| 1998 | Birmingham | José Luis Uribarri                            | Belén Fernández de Henestrosa |
| 1999 | Jeruzsálem | José Luis Uribarri                            | Hugo de Campos                |
| 2000 | Stockholm  | José Luis Uribarri                            | Hugo de Campos                |
| 2001 | Koppenhága | José Luis Uribarri                            | Jennifer Rope                 |
| 2002 | Tallinn    | José Luis Uribarri                            | Anne Igartiburu               |
| 2003 | Riga       | José Luis Uribarri                            | Anne Igartiburu               |
| 2004 | Isztambul  | Beatriz Pécker                                | Anne Igartiburu               |
| 2005 | Kijev      | Beatriz Pécker                                | Ainhoa Arbizu                 |
| 2006 | Athén      | Beatriz Pécker                                | Sonia Ferrer                  |
| 2007 | Helsinki   | Beatriz Pécker                                | Ainhoa Arbizu                 |
| 2008 | Belgrád    | José Luis Uribarri                            | Ainhoa Arbizu                 |
| 2009 | Moszkva    | Joaquín Guzmán                                | Iñaki del Moral               |
| 2010 | Oslo       | José Luis Uribarri                            | Ainhoa Arbizu                 |
| 2011 | Düsseldorf | José María Íñigo                              | Elena S. Sánchez              |
| 2012 | Baku       | José María Íñigo                              | Elena S. Sánchez              |
| 2013 | Malmö      | José María Íñigo                              | Inés Paz                      |
| 2014 | Koppenhága | José María Íñigo                              | Carolina Casado               |
| 2015 | Bécs       | José María Íñigo és Julia Varela              | Lara Siscar                   |
| 2016 | Stockholm  | José María Íñigo és Julia Varela              | Jota Abril                    |
| 2017 | Kijev      | José María Íñigo és Julia Varela              | Nieves Álvarez                |
| 2018 | Lisszabon  | Tony Aguilar és Julia Varela                  | Nieves Álvarez                |
| 2019 | Tel-Aviv   | Tony Aguilar és Julia Varela                  | Nieves Álvarez                |
| 2021 | Rotterdam  | Tony Aguilar, Julia Varela és Víctor Escudero | Nieves Álvarez                |
| 2022 | Torino     | Tony Aguilar, Julia Varela és Víctor Escudero | Nieves Álvarez                |
| 2023 | Liverpool  | Tony Aguilar és Julia Varela                  | Ruth Lorenzo                  |
| 2024 | Malmö      | Tony Aguilar és Julia Varela                  | Soraya Arnelas                |
| 2025 | Bázel      | Tony Aguilar és Julia Varela                  | Chanel                        |
| 2026 | Bécs       |                                               |                               |

## Díjak

### Barbara Dex-díj
| Év   | Előadó | Dal                | Eredmény az Eurovízión | Eredmény az Eurovízión | Helyszín   |
| Év   | Előadó | Dal                | Helyezés               | Pontszám               | Helyszín   |
| ---- | ------ | ------------------ | ---------------------- | ---------------------- | ---------- |
| 2009 | Lydia  | No quiero escuchar | 23.                    | 1                      | Jeruzsálem |

### Marcel Bezençon-díj
| Kategória    | Év   | Előadó | Dal  | Eredmény az Eurovízión | Eredmény az Eurovízión | Helyszín |
| Kategória    | Év   | Előadó | Dal  | Helyezés               | Pontszám               | Helyszín |
| ------------ | ---- | ------ | ---- | ---------------------- | ---------------------- | -------- |
| Rajongói-díj | 2003 | Beth   | Dime | 8.                     | 81                     | Riga     |

## Galéria

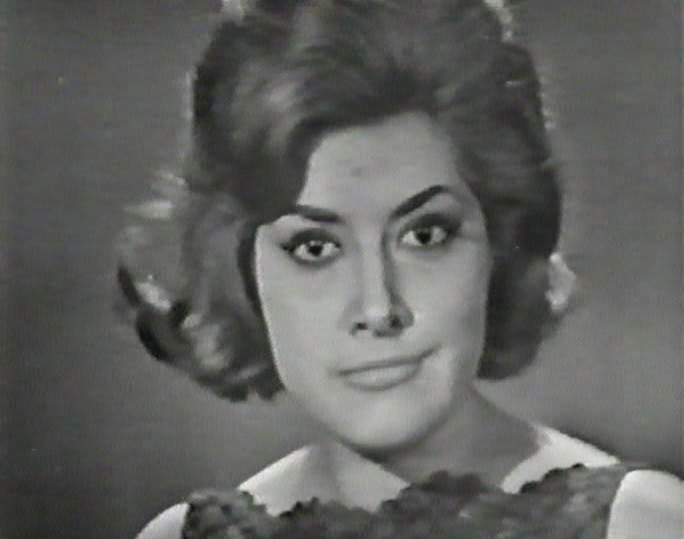
Conchita Bautista Nápolyban (1965)
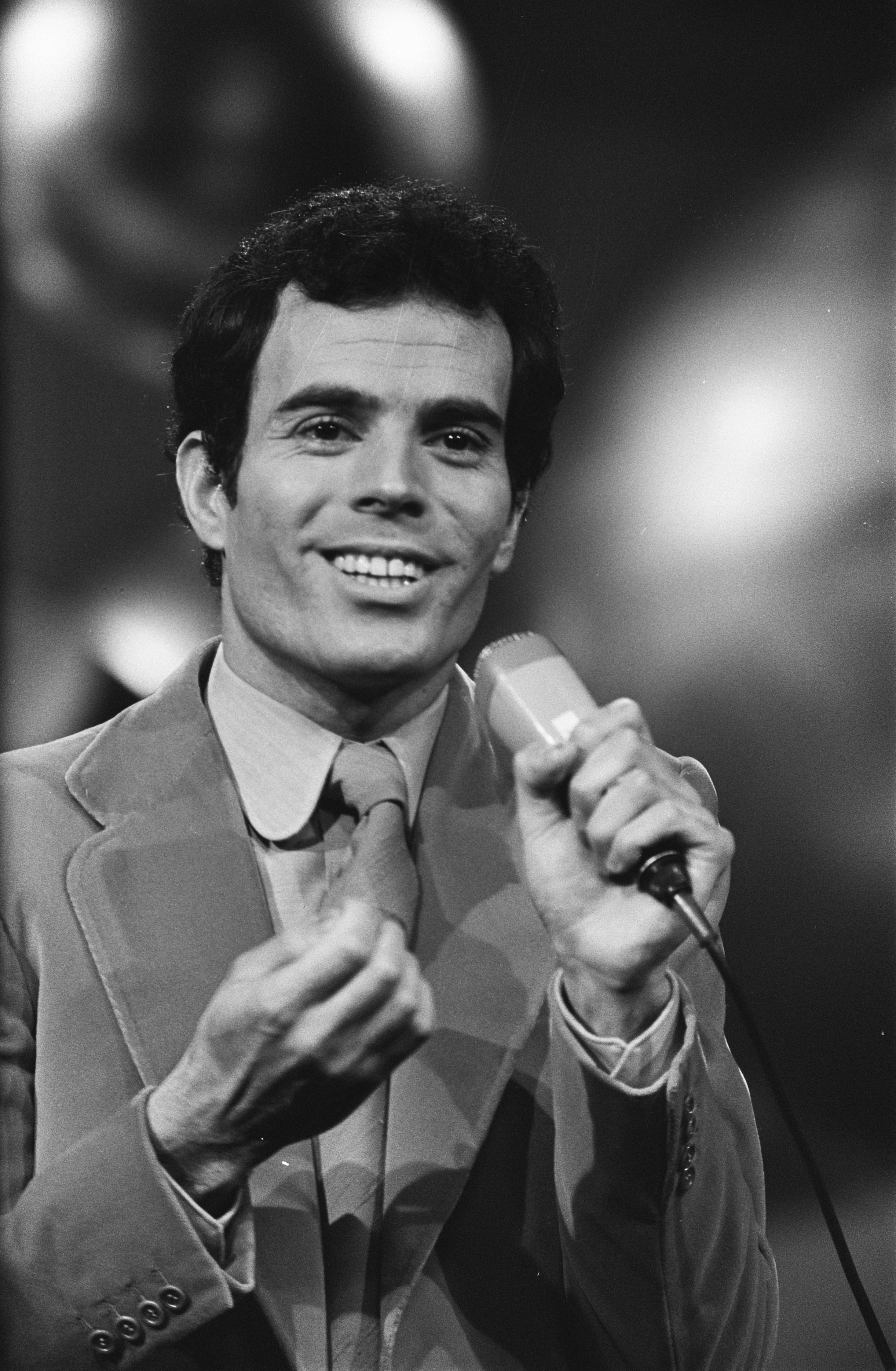
Julio Iglesias Amszterdamban (1970)
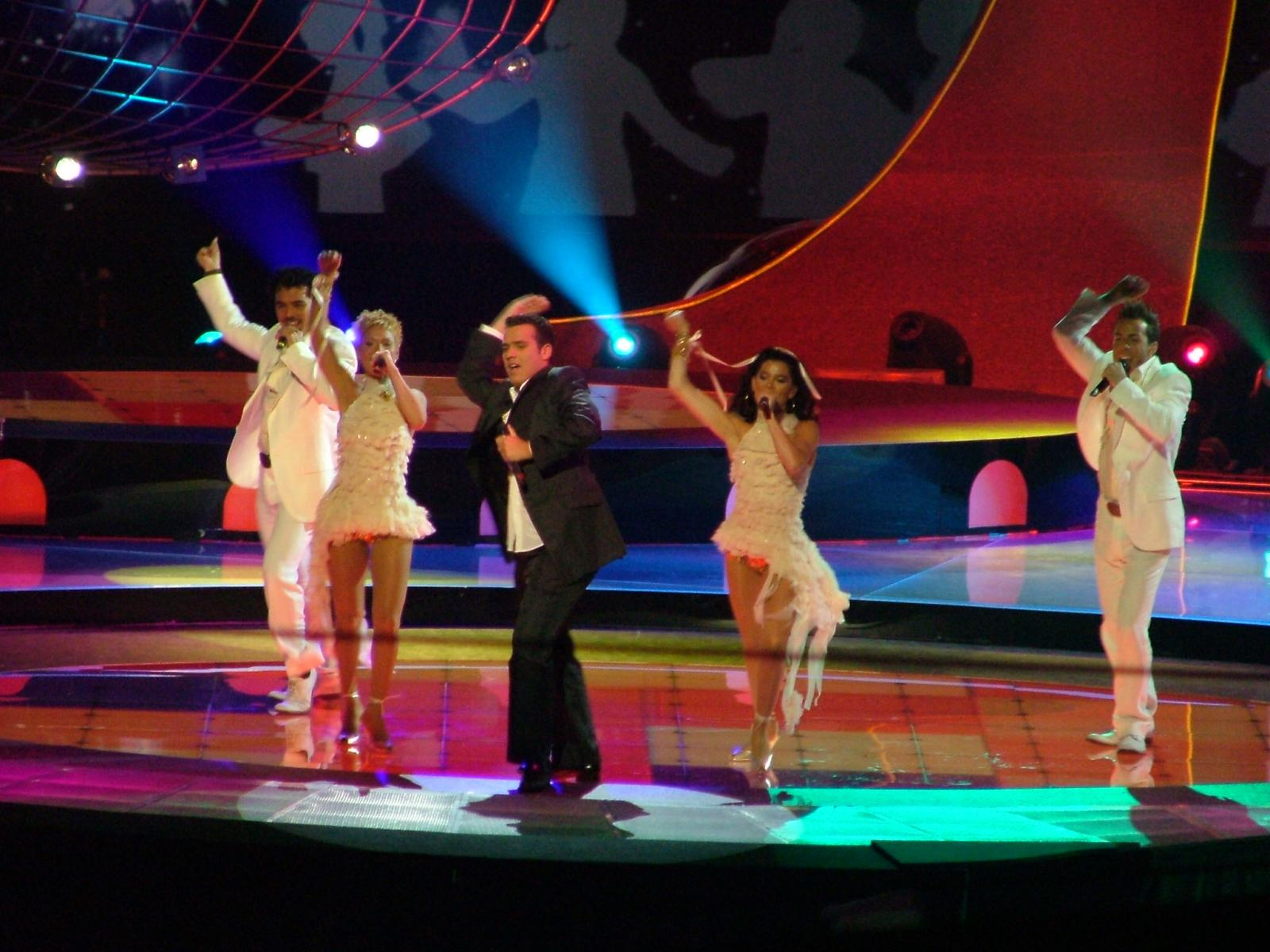
Ramón Isztambulban (2004)
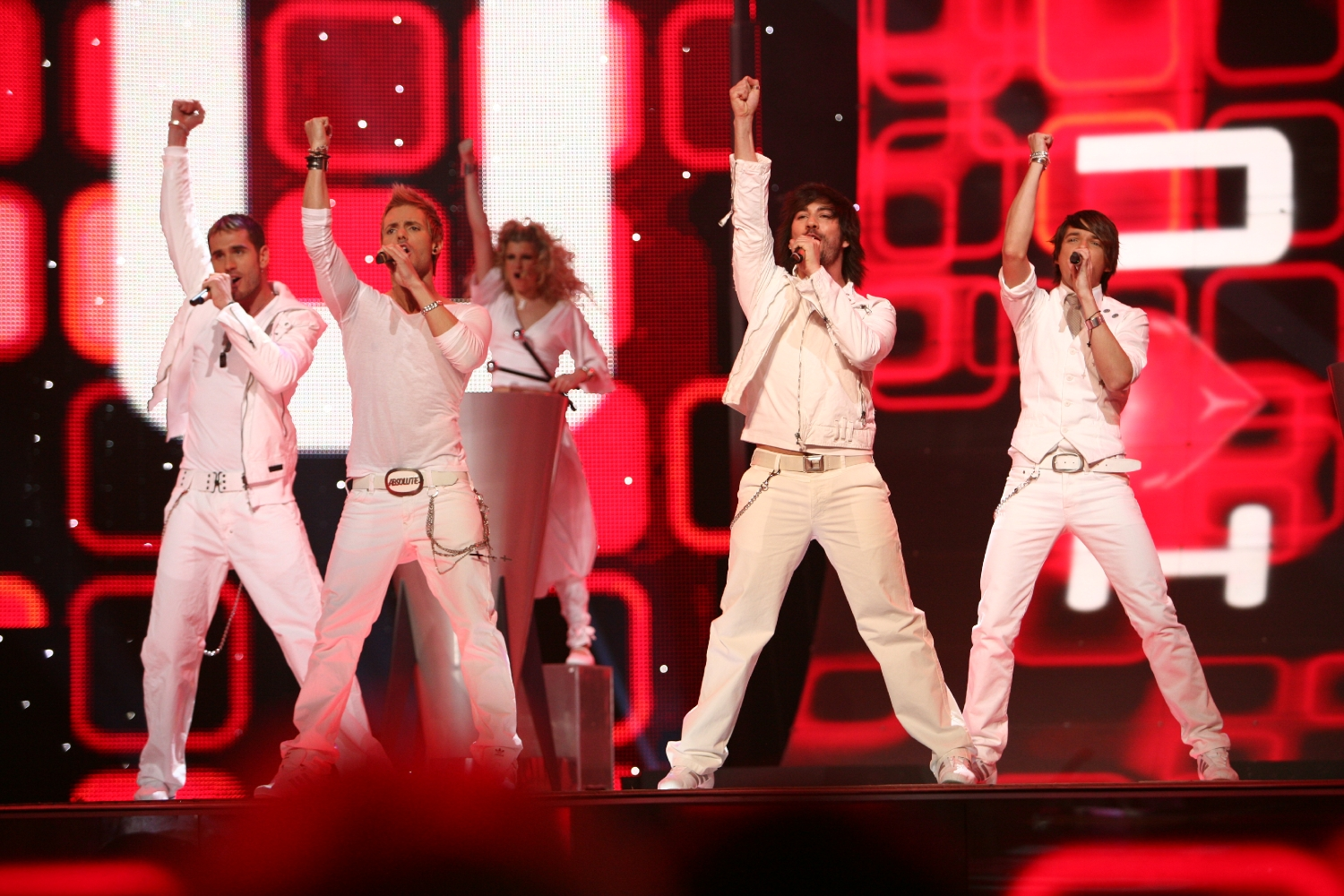
A D'NASH Helsinkiben (2007)
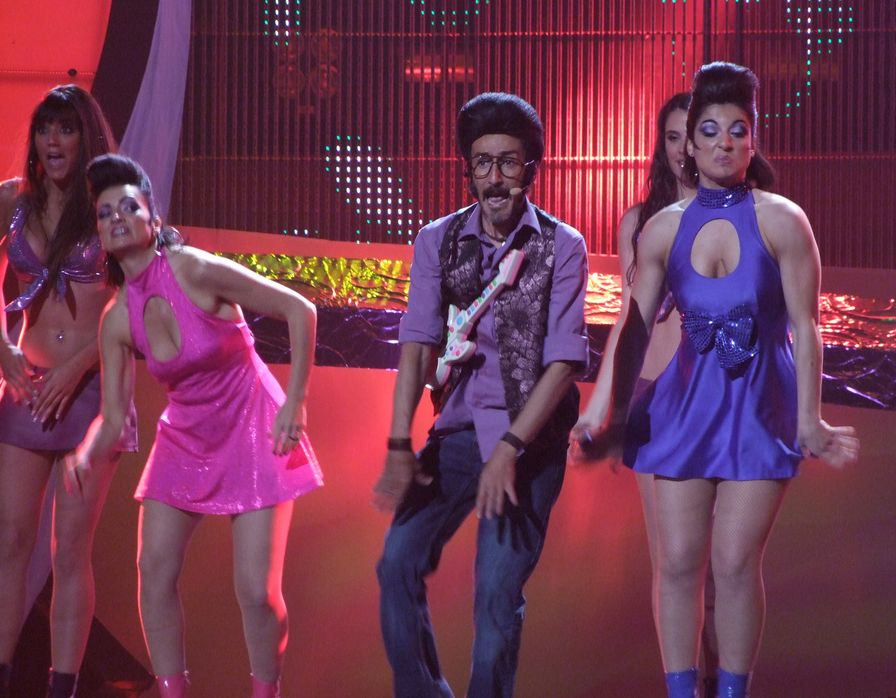
Rodolfo Chikilicuatre Belgrádban (2008)
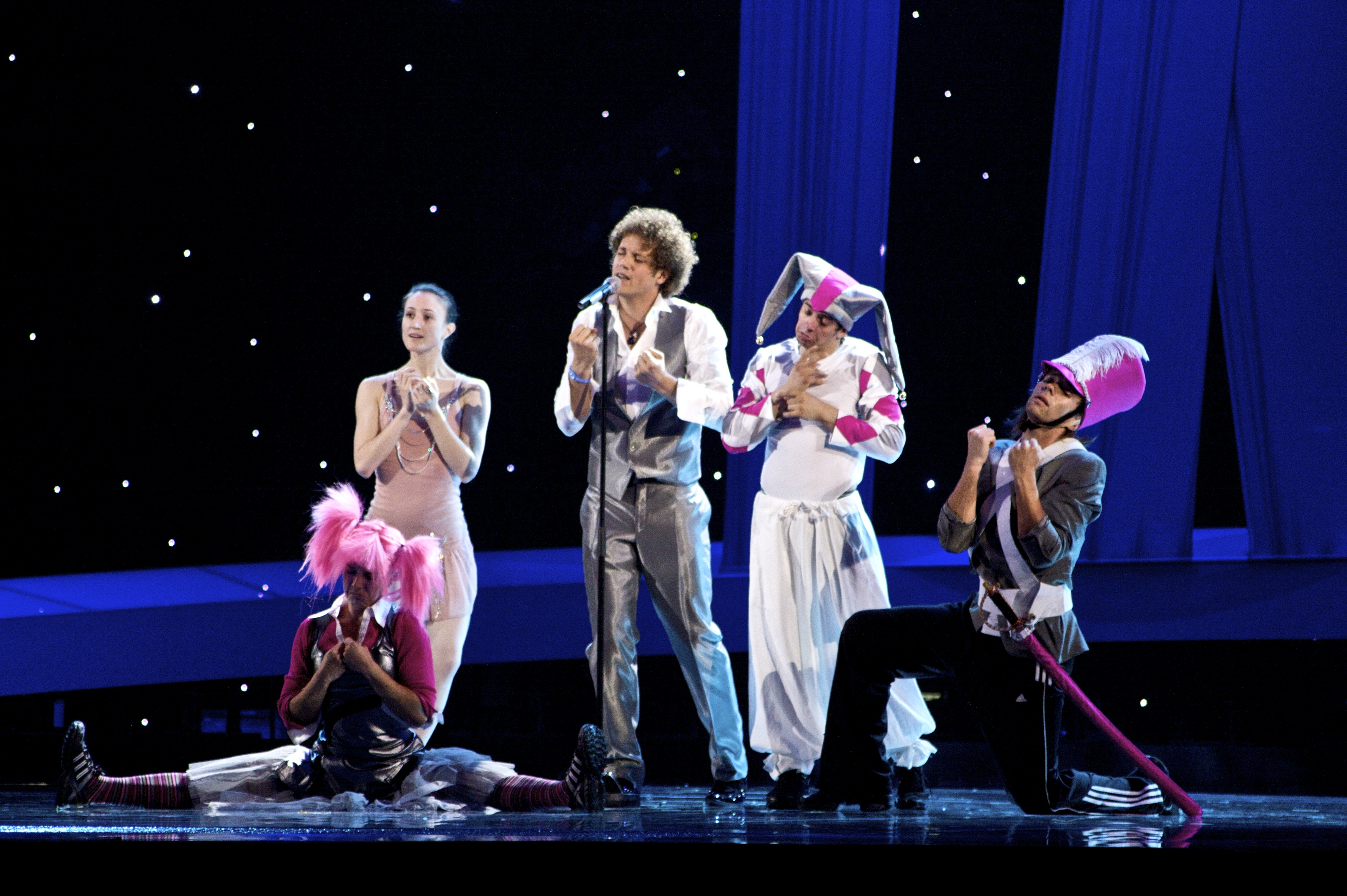
Daniel Diges Oslóban (2010)
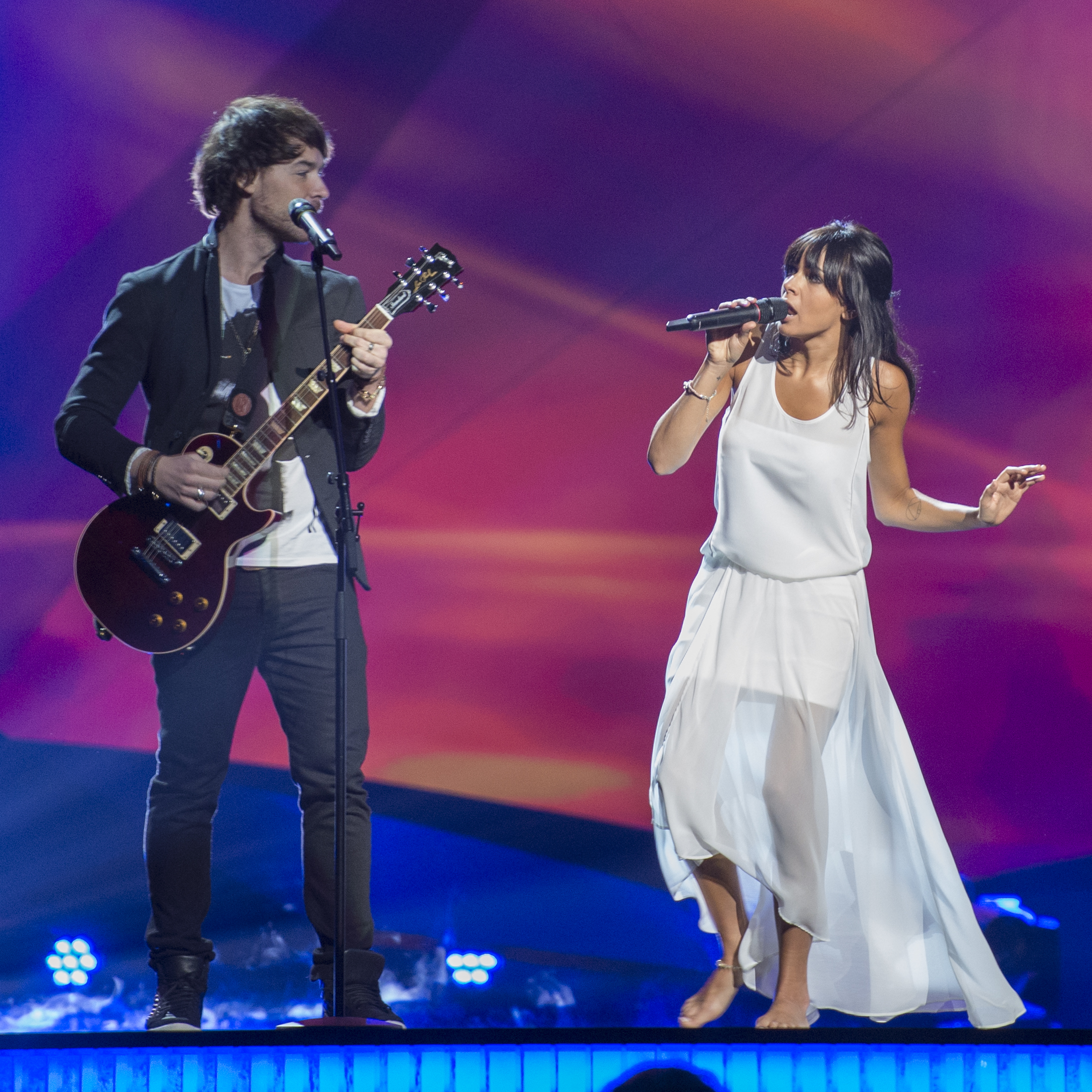
Az ESDM Malmőben (2013)
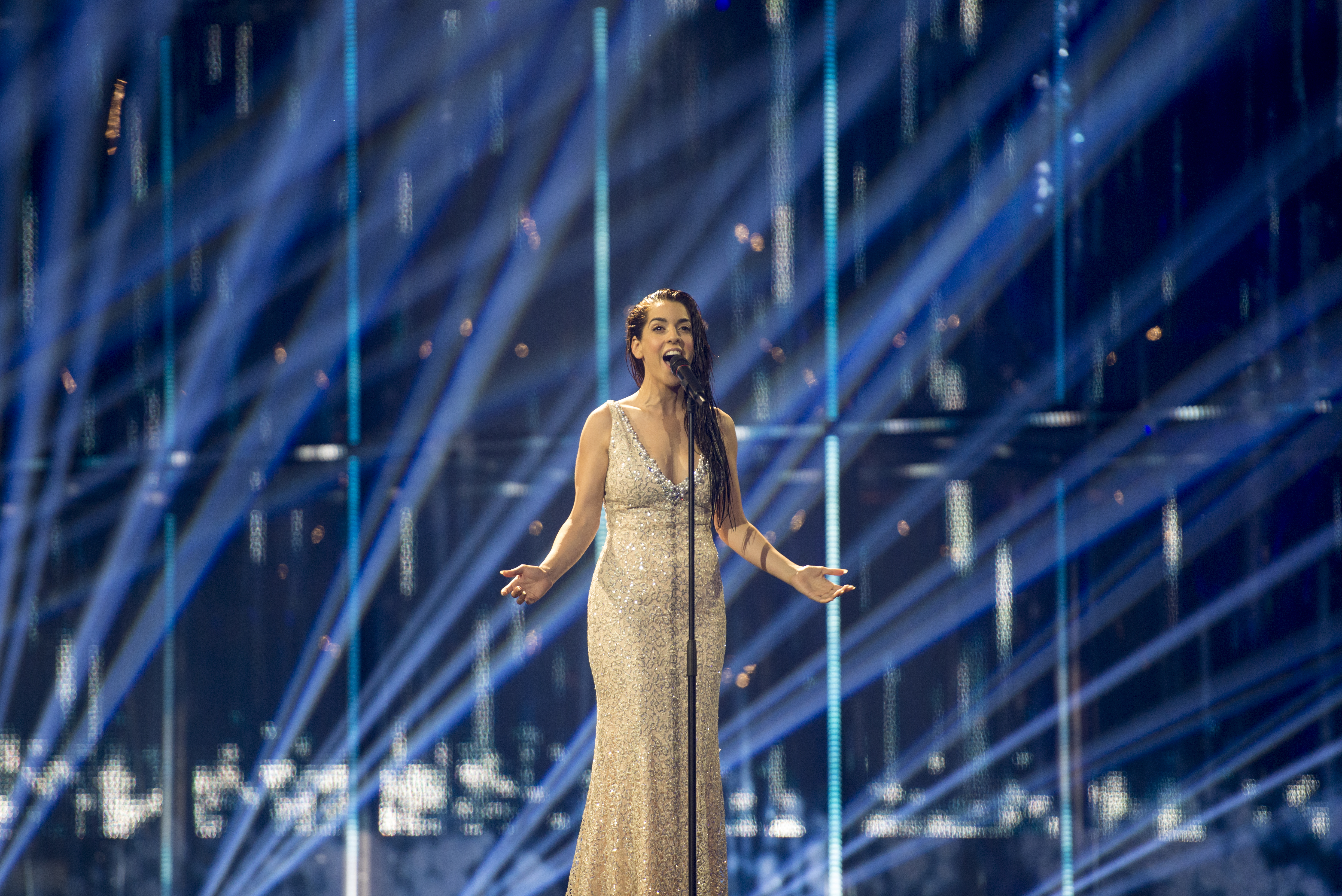
Ruth Lorenzo Koppenhágában (2014)
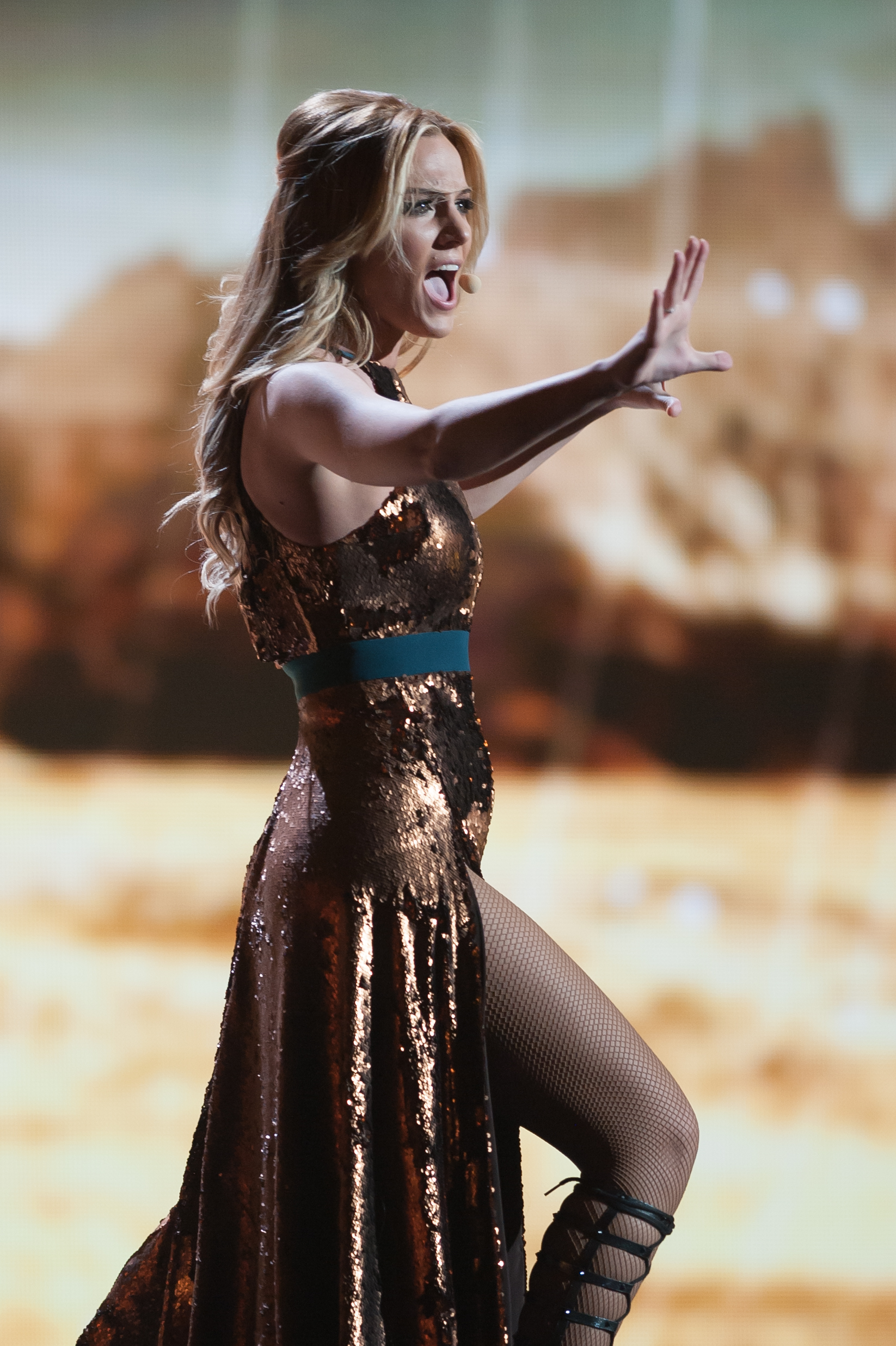
Edurne Bécsben (2015)
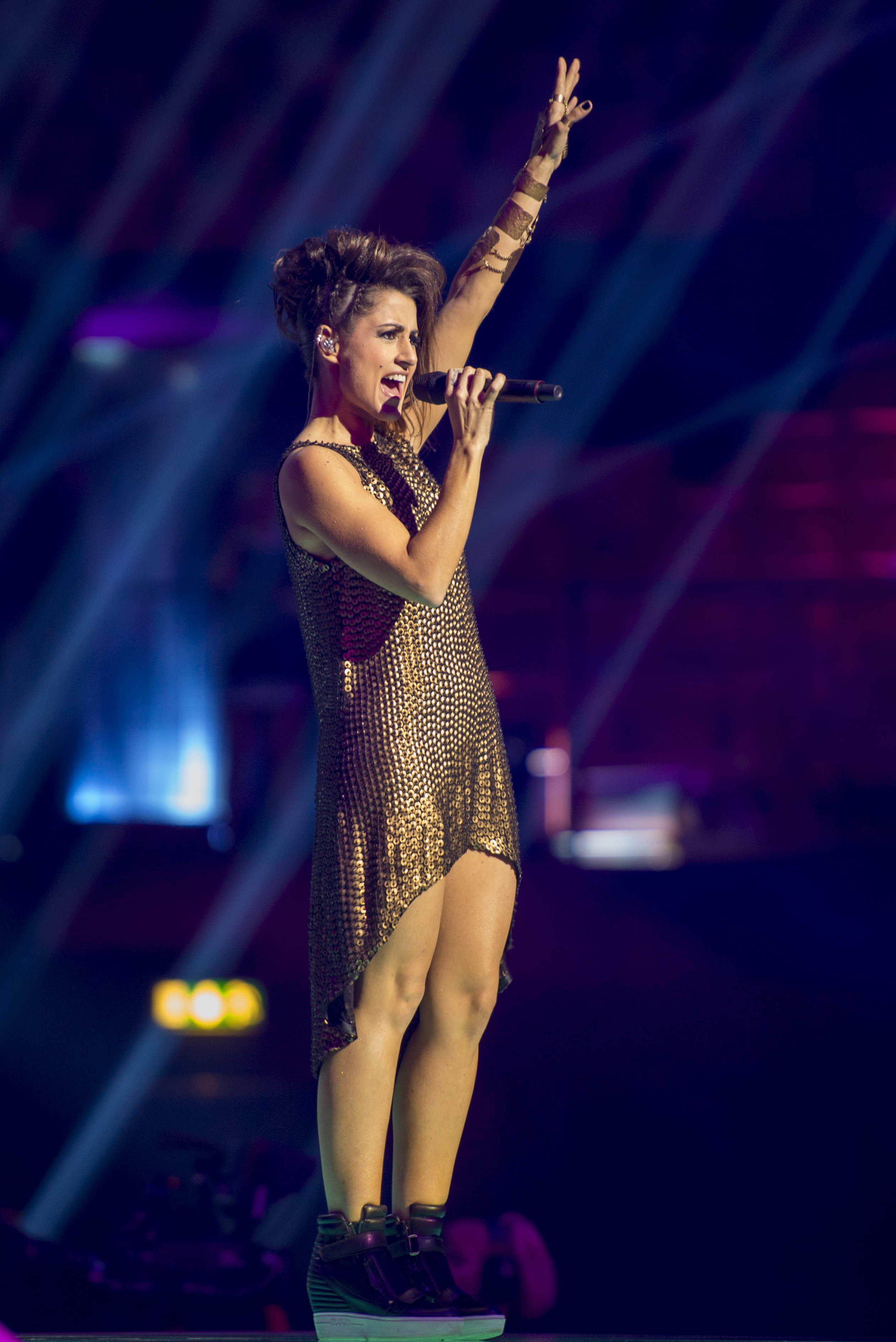
Barei Stockholmban (2016)
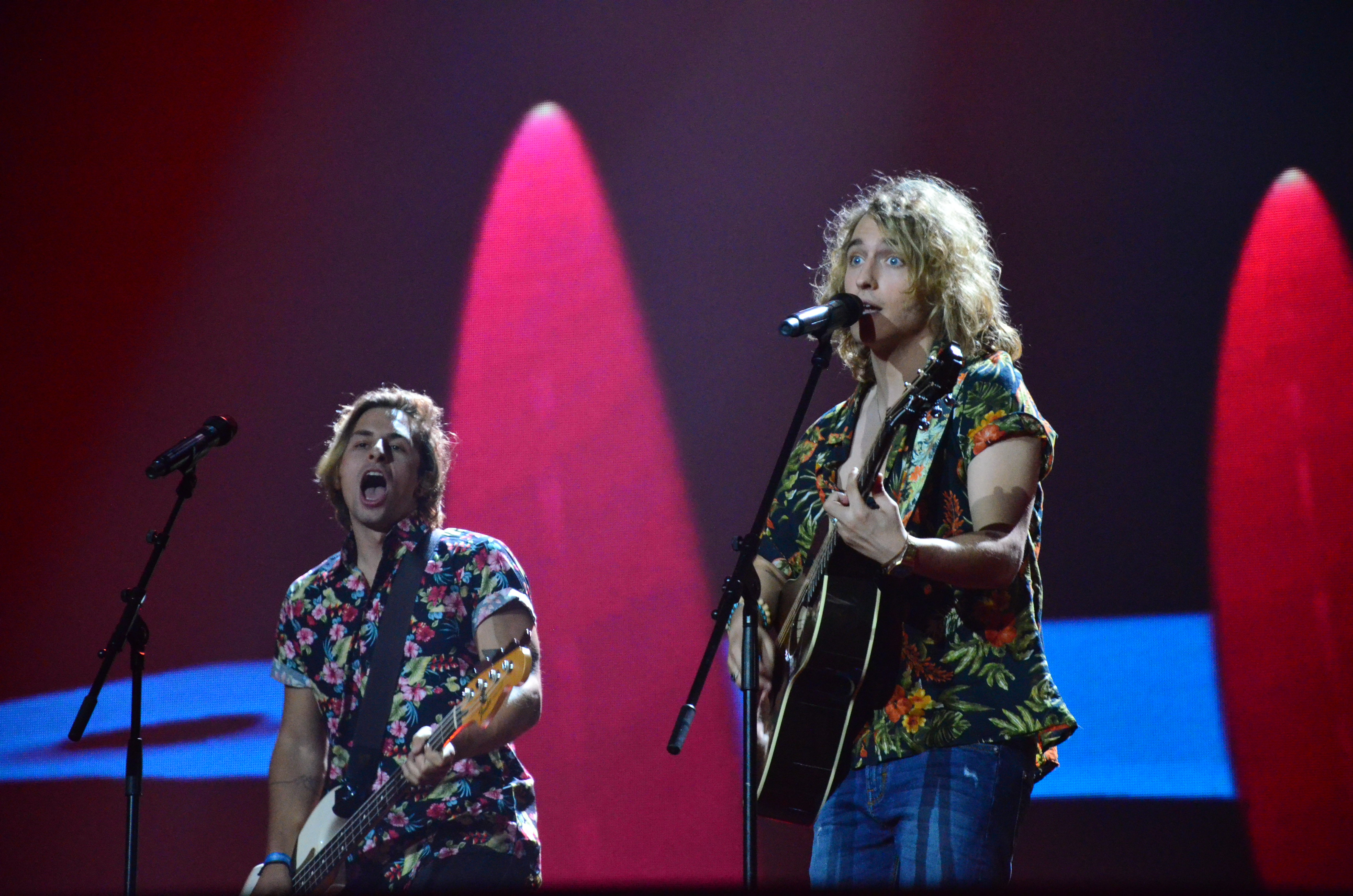
Manel Navarro Kijevben (2017)
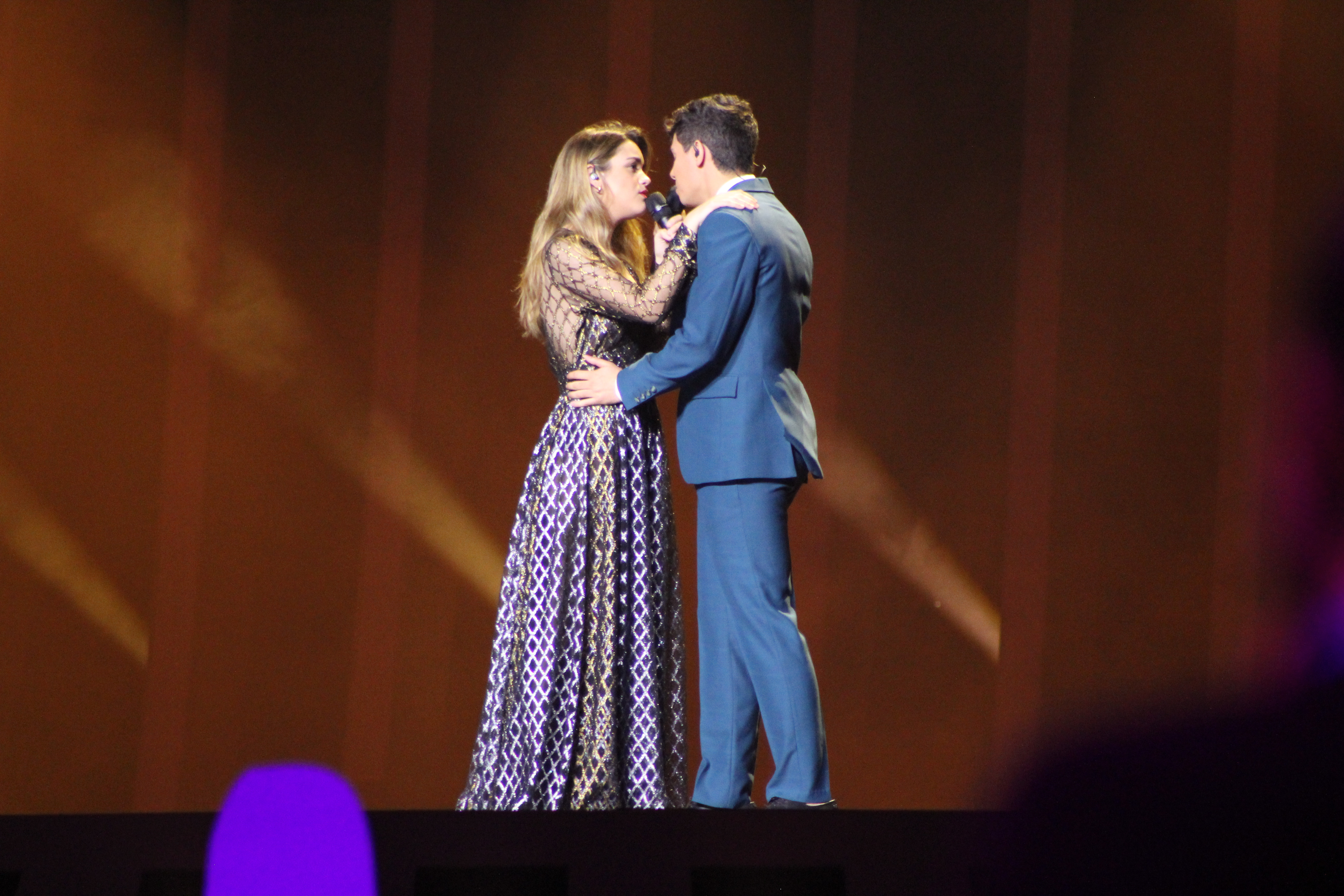
Alfred & Amaia Lisszabonban (2018)
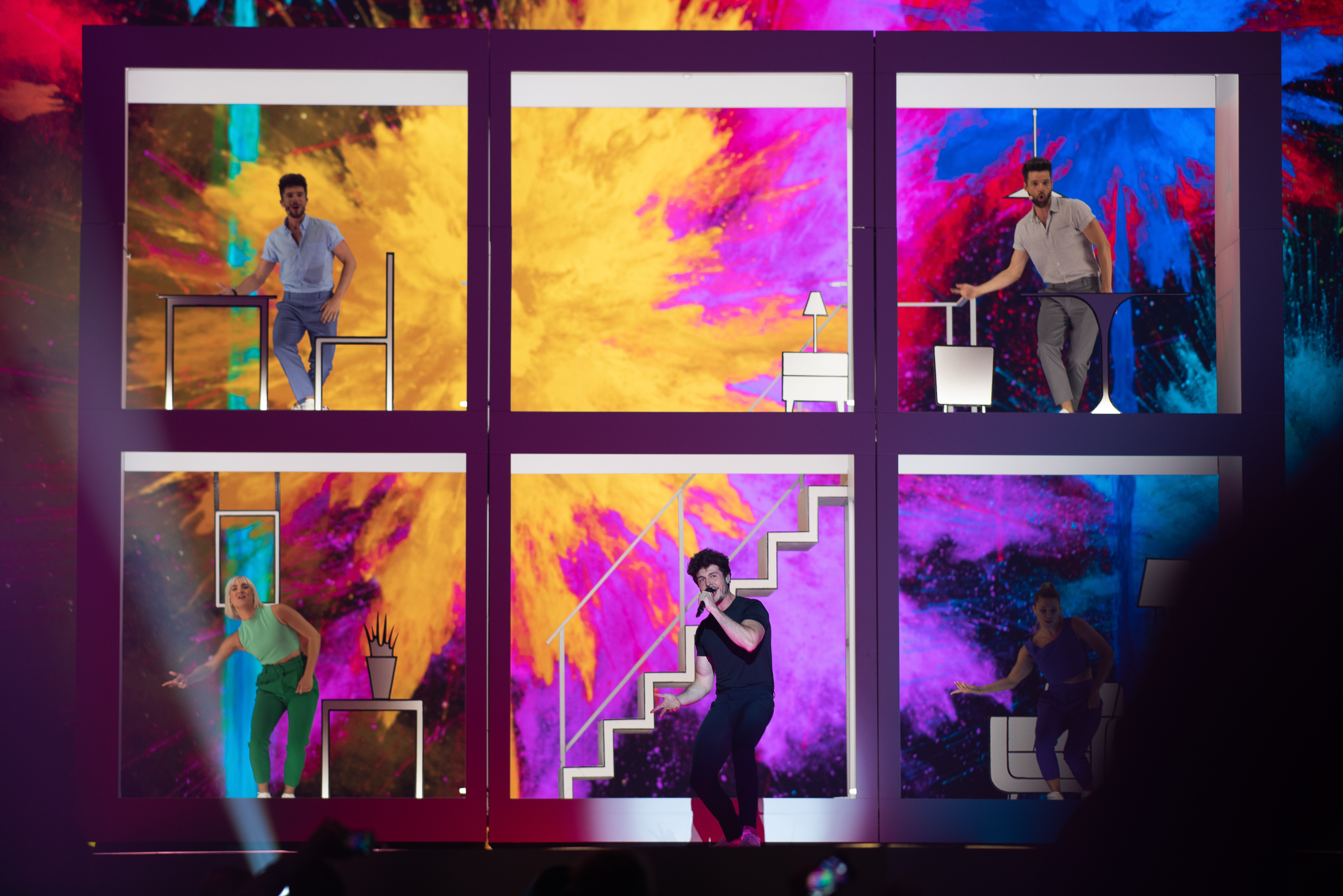
Miki Tel-Avivban (2019)
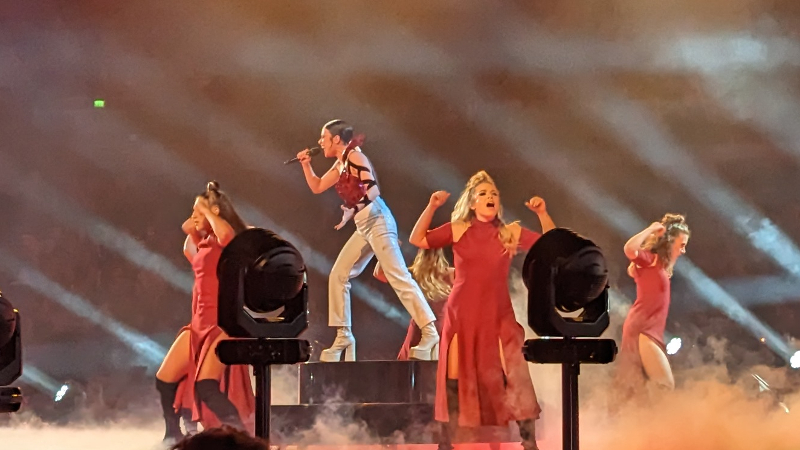
Blanca Paloma Liverpoolban (2023)
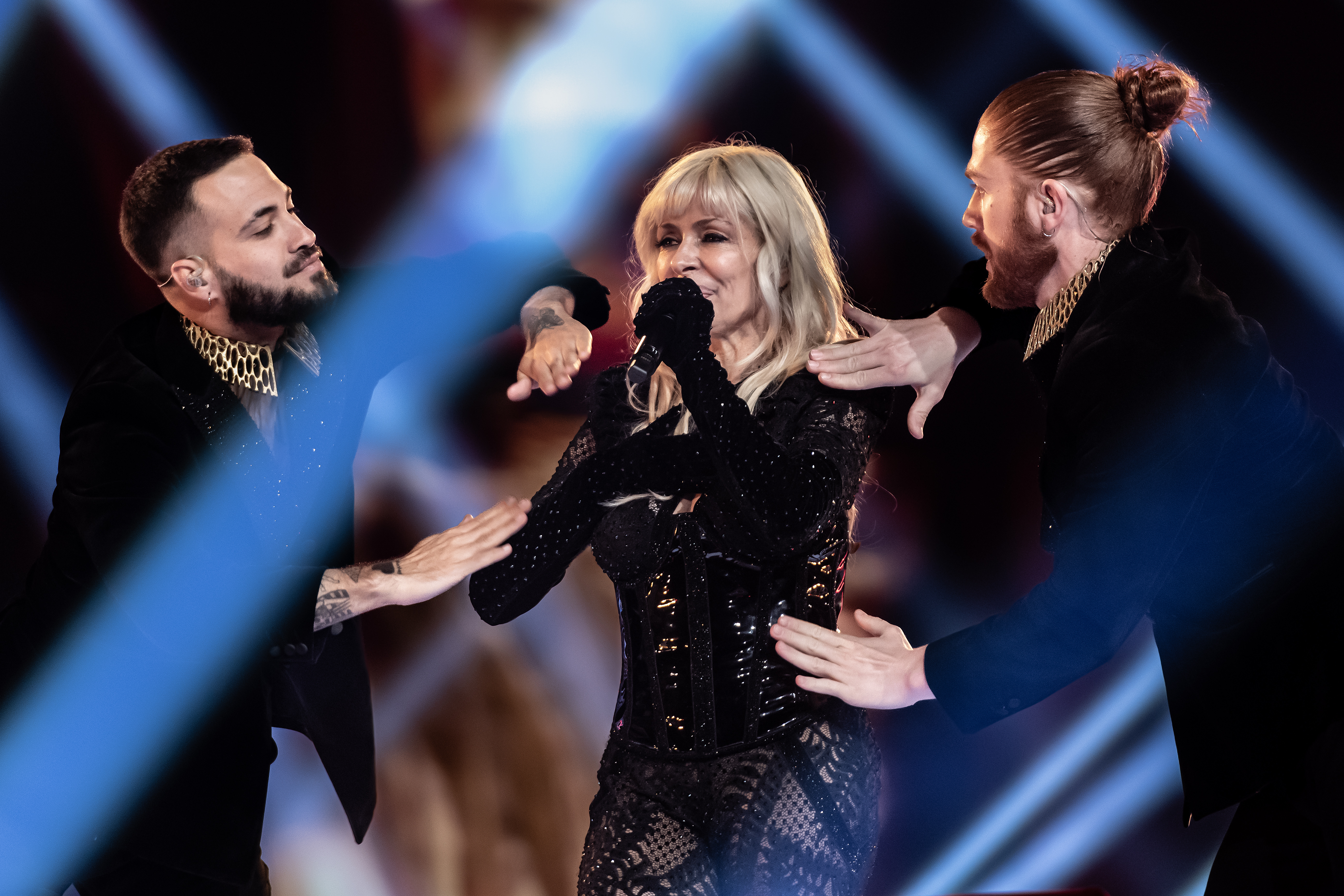
A Nebulossa Malmőben (2024)
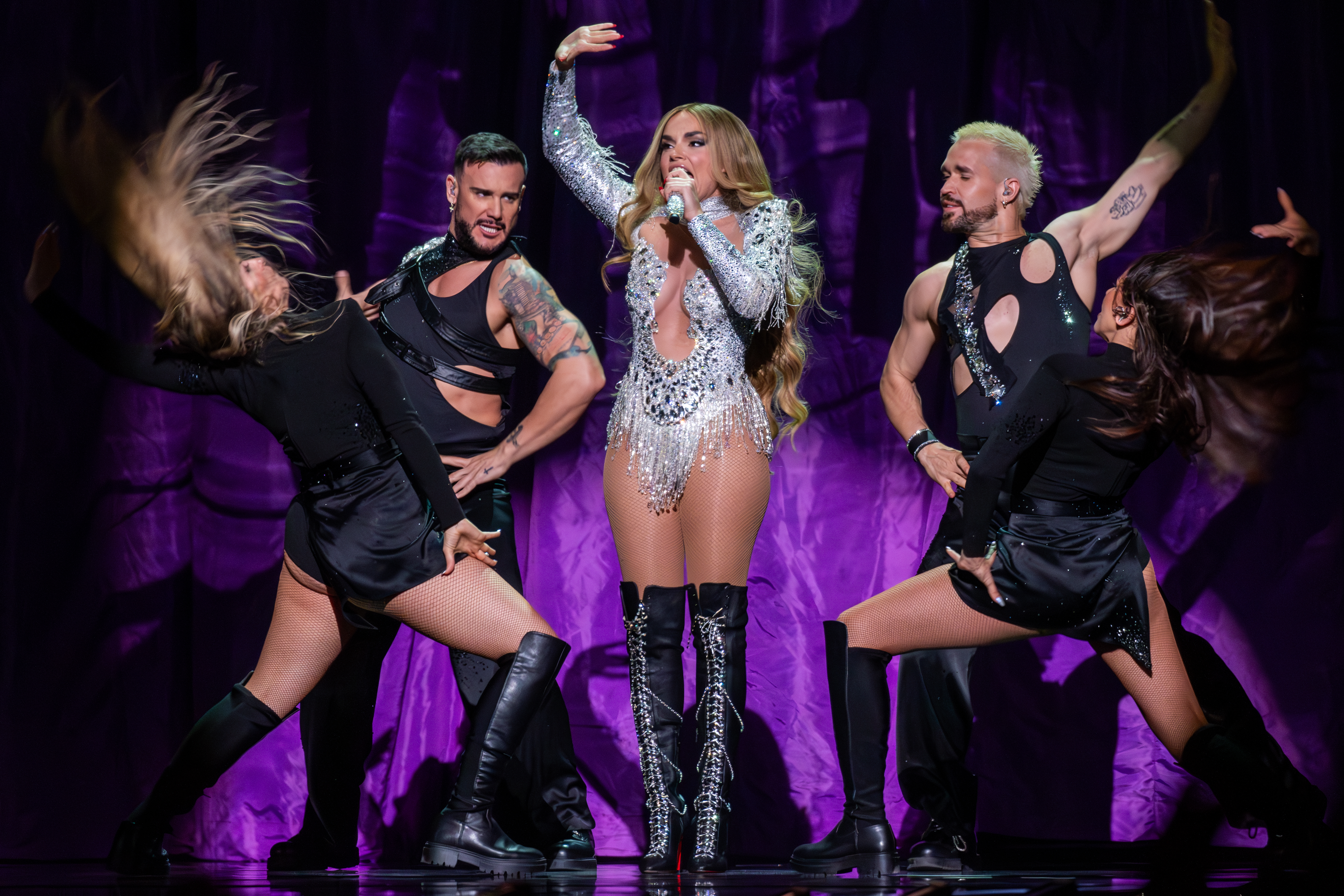
Melody Bázelben (2025)

## Díjak

### ESC Radio Awards
| Kategória        | Év   | Előadó | Dal                 | Eredmény az Eurovízión | Eredmény az Eurovízión | Helyszín             |
| Kategória        | Év   | Előadó | Dal                 | Helyezés               | Pontszám               | Helyszín             |
| ---------------- | ---- | ------ | ------------------- | ---------------------- | ---------------------- | -------------------- |
| Legjobb dal      | 2007 | D'NASH | I Love You Mi Vidań | 20.                    | 43                     | Finnország, Helsinki |
| Legjobb együttes | 2007 | D'NASH | I Love You Mi Vidań | 20.                    | 43                     | Finnország, Helsinki |

## Lásd még
- Spanyolország a Junior Eurovíziós Dalfesztiválokon